# Chionopsyche grisea
Chionopsyche grisea är en fjärilsart som beskrevs av Aurivillius 1914. Chionopsyche grisea ingår i släktet Chionopsyche och familjen ädelspinnare. Inga underarter finns listade i Catalogue of Life.